# Fotboll i Sydafrika
Fotboll är den mest populära sporten i Sydafrika.

## Klubbfotboll
Premier Soccer League är den högsta divisionen i Sydafrika. Efter högstadivisionen kommer National First Division.

Orlando Pirates, Kaizer Chiefs och Mamelodi Sundowns är ett par av Sydafrikas mest kända klubbar.

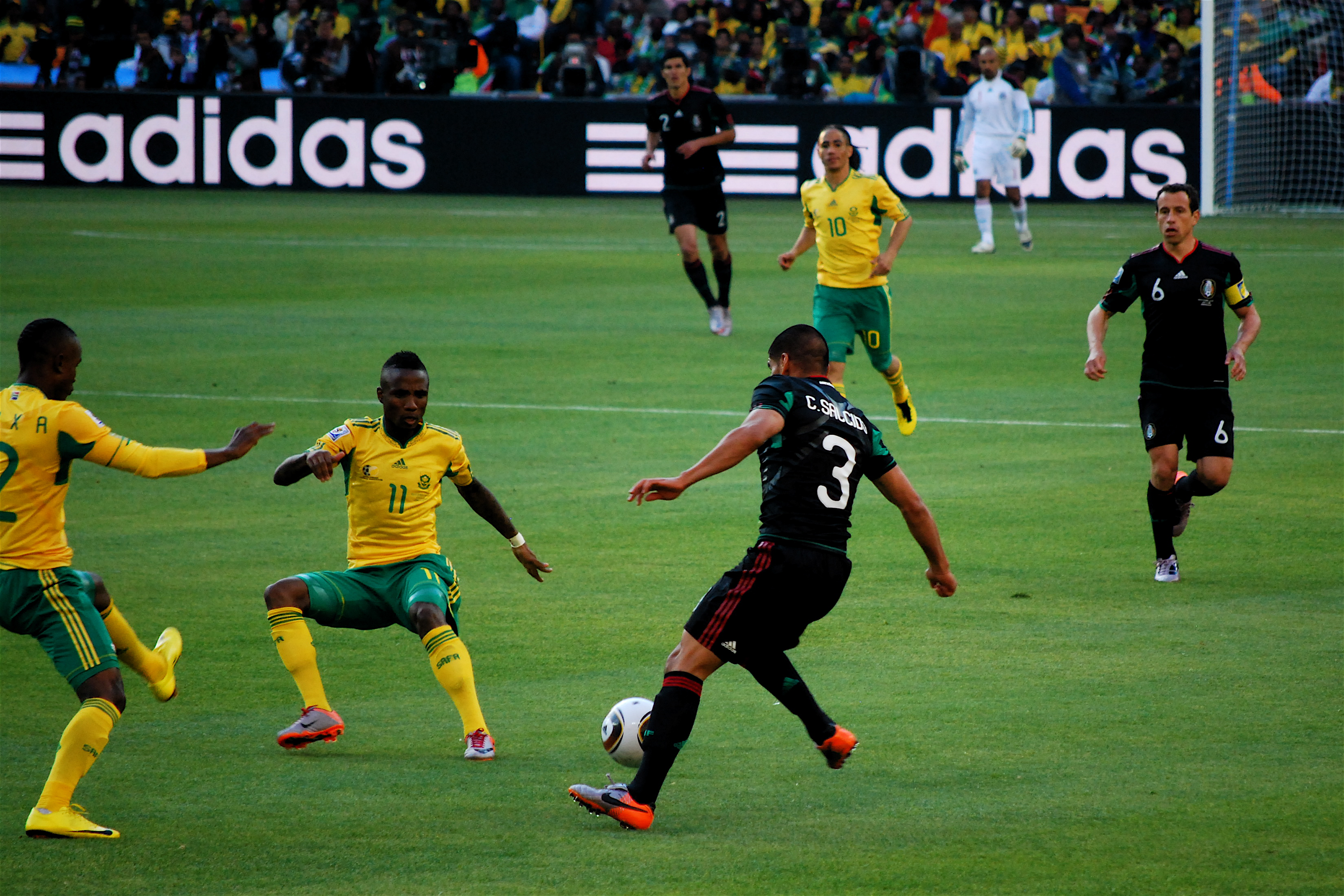
Sydafrika spelar mot Mexico i VM 2010.

## Landslag

### Herrar
Sydafrikas herrlandslag (Bafana Bafana) rankas på 38:e plats i världen. Sydafrika har kvalat in till VM tre gånger, 1998, 2002 och 2010. I VM 2010 var Sydafrika värd för turneringen. I första matchen mot Mexico spelade man 1-1. Men efter en förlust med 0-3 mot Uruguay så behövde Sydafrika vinna med 5-0 mot Frankrike och man vann, men bara med 2-1 och Sydafrika blev den första värdnationen som åkte ut redan i gruppspelet.

### Damer
Sydafrikas damlandslag (Banyana Banyana) rankas på 57:e plats i världen. Deras bästa resultat är i Afrikanska mästerskapet för damer 1995 där Sydafrikas damlandslag kom tvåa.